# Youxia
Youxia és el nom que reben els cavallers errants xinesos, un tipus d'heroi de la poesia xinesa. A diferència del concepte occidental, la youxia no estava associada en cap cas a la noblesa o una classe social determinada, sinó que es tractava d'individus que recorrien el territori en solitari ajudant el poble o corregint els abusos del poder basats en un codi d'honor estricte i en la influència política que guanyaven gràcies a les seves accions. La novel·la Marge d'Aigua conté les proeses d'alguns d'aquests cavallers. L'estereotip té trets romàntics pel seu anhel de llibertat i de persona aliena al sistema establert